# Odmieniec (powieść Rogera Zelazny’ego)
Odmieniec (tyt. oryg. Changeling) – powieść fantasy amerykańskiego pisarza Rogera Zelazny’ego, wydana pierwotnie w 1980 roku przez wydawnictwo Ace Books (ISBN 0-441-10257-3). Ilustrację na okładce zaprojektował Esteban Maroto.
W Polsce książka została wydana nakładem wydawnictwa Alfa w 1992 roku, w tłumaczeniu Pawła Lipszyca (ISBN 83-7001-648-0). Następnie wydawnictwo ISA w 2002 roku wydało ponownie powieść (ISBN 83-88916-33-5).
Jest to pierwszy tom dylogii Światy czarnoksiężnika. Drugim jest Szalony różdżkarz.

## Fabuła
Zostały opisane dwa światy: nasz, w którym zwyciężyła technika, oraz świat, w którym górę wzięła magia, zaś nauka została odrzucona.
Ginie Lord Det – czarnoksiężnik. Pol jako niemowlę zostaje przeniesiony do naszego świata, a w zamian do świata magii trafia Daniel Chain. Po wielu latach mag Mor podejmuje decyzję o sprowadzeniu Pola z powrotem.